# Río Los Palos
El río Los Palos es un curso natural de agua que nace en el lago Los Palos y fluye en la región de Aysén del general Carlos Ibáñez del Campo con dirección sur hasta desembocar en el río Aysén. 

## Trayecto
Se emplaza en la zona noreste del fiordo de Aysén, en la provincia de Aysén. Cubre una superficie de 175,5 km², que se desglosan en 107,5 km² comprendido entre el río Tabo y el lago Los Palos en conjunto, y 68 km² correspondiente al cauce del río Los Palos. 
Poco antes de su desembocadura recibe las aguas del río Pangal.

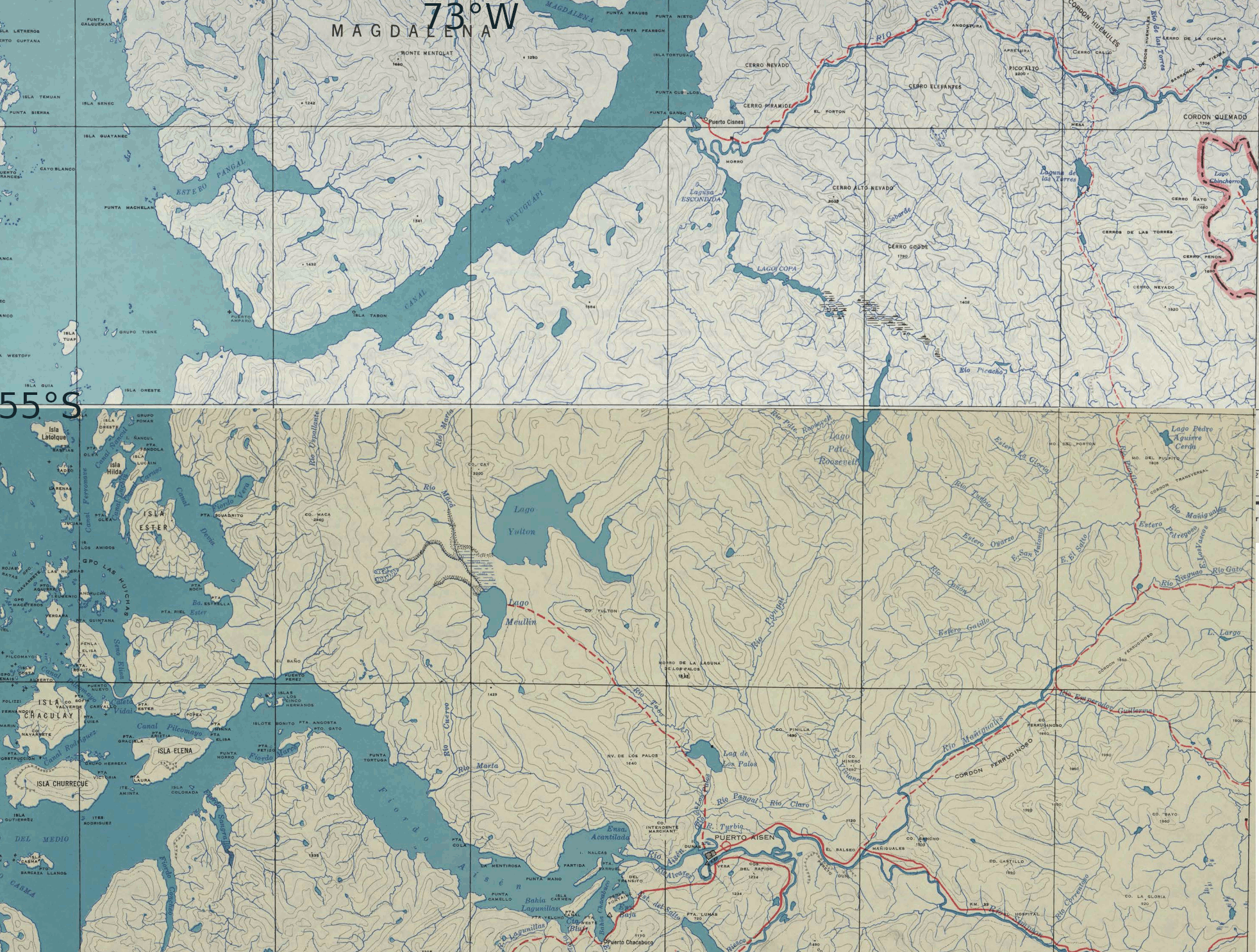
Interfluvio inferior entre el río Cisnes y el río Aysén.

## Caudal y régimen
Niemeyer lo considera un tributario de primera magnitud.: 542  Dado a su régimen nivoso, su volumen de agua varía entre invierno y verano presentando crecidas apreciables, transportando un alto contenido de sedimentos desde un relieve montañoso con cumbres cubiertas permanentemente por hielo y/o nieve.

## Historia
Debe su nombre a la acumulación de troncos que forma en su desembocadura cuando crece.
Debido al amplio valle que genera el río Aysén, el cual es tributario el río Los Palos, se tienen grandes posibilidades de presentar vestigios de asentamientos como aleros y cuevas, aumentando así las condiciones propicias para un poblamiento humano de sociedades de cazadores recolectores.
Entre 1870 y 1871, el contraalmirante Enrique Simpson exploró los archipiélagos de las Guaitecas y de los Chonos, internándose por el río Aysén, descubriendo la confluencia con el río Los Palos y realizando las primeras cartografías de la zona, descubriendo además una conexión de la zona costera hacia los valles interiores.

## Población, economía y ecología
Consta  con  una vía acceso terrestre, ubicada al noroeste de la ciudad de Puerto Aysén, continuando por la ruta X-526. Además se tiene una vía fluvial, navegando desde la confluencia del río Aysén con dirección hacia río Los Palos. 

### Geomorfología
A nivel regional, el río Los Palos se aloja en el margen NE de la Región Patagónica y Polar del Islandsis Antártico. Localmente, este río se ubica en la subregión morfológica de las Cordilleras Patagónicas Orientales con Ríos y Lagos de Control Tectónico y Hundimiento (Börgel, 1983), sobre la Cordillera de los Andes bajo el efecto estructurador de la tectónica y modelador de la intensa actividad glacial cuaternaria. Se reconoce parcialmente la unidad morfoestructural de la Cordillera Principal, correspondiendo a las cumbres más altas del área (> 2.000 m s. n. m.). Las rocas aflorantes corresponden a plutones graníticos.

### Clima
El Clima predominante en esta zona es el marítimo templado-frío y lluvioso. Se caracteriza porque la temperatura promedio del mes más cálido es inferior a 14 °C, los mínimos medios invernales no  alcanzan a 0 °C, hay más de cuatro meses con temperaturas sobre los 10 °C y las precipitaciones anuales son cercanas a los 3.000 mm, producto de los vientos generados por altas presiones, que provienen principalmente desde el  Oeste (Westerlies), cargados de humedad en su largo trayecto oceánico descargan gran parte de ésta en las laderas de barlovento.

### Flora y fauna
El predominio en esta zona es la región vegetal del Bosque magallánico siempre verde, Se trata de una selva siempre verde, que se instala donde las precipitaciones son superiores a 2.000 mm. Las especies dominantes son: Nothofagus betuloides (coigue de Magallanes),  Drimys winteri (canelo), Maytenus magellanica (leña dura), Pilgerodendron uvifera (ciprés de las Guaitecas) y Luma apiculata (arrayán). En este bosque también se desarrolla gran cantidad de musgos, líquenes y helechos además de arbustos tales como Berberis  ilicifolia (chelia),  Berberis  microphylla (calafate), Fuchsia magellanica (chilco) y Ribes  magellanicum (zarzaparrilla).
La fauna presente en este sector de la cuenca, que corresponde al flanco oriental de la Cordillera Principal, se compone del puma del Sur (Puma concolor puma) y en las partes inaccesibles quedan todavía algunos ejemplares de huemul (Hippocamelus bisulcus).: 12 